# جون كيلي (لاعب كرة قدم أمريكية)
جون كيلي (بالإنجليزية: John Kelly) هو لاعب كرة قدم أمريكية أمريكي، ولد في 4 أكتوبر 1996 في ديترويت في الولايات المتحدة.

## وصلات خارجية
- جون كيلي على موقع مرجع كرة القدم المحترفة.كوم (الإنجليزية)